# ヨーゼフ・メスナー
ヨーゼフ・メスナー（Joseph Messner、1893年2月27日 - 1969年2月23日）は、オーストリアの作曲家・オルガニスト。

## 生涯
ジュヴァーツ出身。幼いときから歌・ヴァイオリン・ピアノ・オルガンのレッスンを受け、後にミュンヘンで作曲とオルガンを学んだ。1920年代にはドイツで作曲家・オルガニストとして成功を収め、各地で「ヨーゼフ・メスナー・オルガンフェスティバル」が開かれたほか、1924年にはデュースブルクで「ヨーゼフ・メセナーの日」が開かれて自作のシンフォニエッタが初演された。1922年にザルツブルク大聖堂のオルガニストとなり、1926年には楽長に昇進し、その死まで地位を保った。オルガン音楽の巨匠として国際的な名声を得、アントン・ブルックナーの後継者とみなされた。
作品には3つの交響曲、「ザルツブルク組曲」などの管弦楽曲、ザルツブルク音楽祭のためのファンファーレなどの金管楽器のための作品、オペラ、歌曲、ミサ曲、モテットなどがある。

## 文献
- Ingrid Loimer, Joseph Messner - Leben und Werk, Salzburg 2009, ISBN 978-3-900088-29-3
- Angela Pachovsky: Joseph Messner. Leben und Werk. Unter besonderer Berücksichtigung seines kirchenmusikalischen Schaffens. Dissertation, Universität Wien 1990.
- Werkverzeichnis von Gerhart Engelbrecht (als CD-Rom der Biographie von Ingrid Loimer beigelegt)
- Vorwort in der Ausgabe "Joseph Messner, Klavierwerke", Doblinger Wien, 2009, 01281, verfasst von Dietmar Klose (Grossneffe Joseph Messners)
- Ernst Hintermaier: Messner, Joseph. In: Neue Deutsche Biographie (NDB). Band 17, Duncker & Humblot, Berlin 1994, ISBN 3-428-00198-2, S. 225 f. (電子テキスト版).